# Yoldia semistriata
Yoldia semistriata is een uitgestorven marien tweekleppig weekdier.

## Beschrijving

### Schelpkenmerken
Er is een betrekkelijk bolle, dunschalige ovale schelp met een umbo die achter het midden ligt. De umbo steekt slechts weinig boven de bovenzijde van de schelp uit en is achterwaarts gericht. De buitenzijde is glanzend. Naast de onregelmatige en zwakke groeilijnen bestaat de sculptuur uit evenwijdig aan de groeilijnen verlopende groefjes. Deze groefjes lopen niet volledig door naar de voor- en de achterrand en zijn bovendien vooral op het achterste gedeelte van de schelp zichtbaar. De onderrand van de schelp is glad en niet gecrenuleerd. Er is een taxodont slot met aan weerszijden van de umbo veel gelijkvormige tanden. In het midden van het slot direct onder de umbo bevindt zich een betrekkelijk kleine ligamentdrager waarin zich bij leven de 'inwendige' slotband bevindt die beide kleppen bij elkaar houdt en laat scharnieren. De binnenzijde van de schelp is glad en glanzend. In de mantellijn bevindt zich een langgerekte mantelbocht die iets in de schelp verdiept kan zijn.

### Grootte van de schelp
- Lengte: tot ongeveer 27 millimeter.
- hoogte: tot ongeveer 12 millimeter.
- semidiameter: tot ongeveer 3,5 millimeter.

### Levenswijze
Net als veel andere Nuculoida zal Yoldia semistriata vooral een filteraar geweest zijn.

### Fossiel voorkomen
In Nederland wordt zij vrij algemeen, soms zelfs tamelijk talrijk gevonden in de Formatie van Oosterhout die dateert uit het Plioceen (Zone van Nassarius propinquus en Lentidium complanatum) en Zone van Turritella triplicata en Yoldia semistriata. In België is de soort bekend uit de Pliocene afzettingen bij Antwerpen. In Engeland is de soort bekend uit het oudere deel van de Red Cragformatie in East Anglia.
Op de Nederlandse Noordzeekust spoelt Yoldia semistriata zeer zeldzaam aan op stranden in de provincie Zeeland.

### Oorsprong
Yoldia semistriata stamt mogelijk af van Yoldia glaberrima, een soort die lokaal algemeen is in miocene afzettingen uit het Noordzeebekken.